# Каронен, Ласси
Пер Ла́сси Ка́ронен (швед. Per Lassi Karonen, род. 17 марта 1976 года, Юра, Швеция) — шведский гребец, участник двух летних Олимпийских игр, серебряный призёр чемпионата Европы 2010 года.

## Спортивная биография
На этапах Кубка мира Ласси Каронен стал выступать с 2003 года. В 2005 году шведский спортсмен впервые выступил на чемпионате мира. В соревнованиях одиночек Каронен занял 8-е место.
В 2008 году Каронен принял участие в летних Олимпийских играх в Пекине. В соревнованиях одиночек Ласси уверенно пробился в финал, но там не смог оказать достойного сопротивления фаворитам и остался на 6-м месте. В 2010 году Каронен выиграл свою первую значимую награду. На чемпионате Европы в португальском Монтемор-у-Велью Ласси завоевал серебряную медаль.
В 2012 году Каронен вновь выступил на летних Олимпийских играх. В соревнованиях одиночек Ласси смог пройти в финал. В решающем заезде Каронен лидировал после 500 метров, но постепенно Ласси стал уступать позиции и на финиш шведский гребец пришёл только 4-м.